# Ritratto di giovane (Romanino)
Il Ritratto di giovane è un dipinto a olio su tavola (82,1x68,9 cm) del Romanino, databile al 1516-1517 circa e conservato nella Royal Collection presso lo Spogliatoio del re, nel Castello di Windsor (contea del Berkshire).

## Storia
L'opera venne acquistata dal principe Alberto d'Inghilterra nel 1846 come opera di Giorgione. Nel 1909 fu riattribuito a Romanino, ipotesi generalmente accettata con datazione alla fase giovanile.
Restauri recenti hanno rivelato una superficie pittorica meglio conservata di quello che si credeva, riportando l'opera agli smaglianti colori originari, nonostante qualche frattura nella tavola e perdite di colore qua e là.

## Descrizione e stile
Sullo sfondo di una semplice nicchia su una parete, un giovane riccamente abbigliato posa di tre quarti verso sinistra, con lo sguardo rivolto indefinitamente lontano. Porta una barba biondiccia e indossa un vistoso cappello, con nastri bianchi e dorati, una rosa appuntata e un vaporoso piumaggio bianco di struzzo. Il dettaglio della retina dorata sotto la tesa (uno "scuffiotto") mostra l'usanza, in voga soprattutto tra i soldati, di raccogliere i capelli per poterli mantenere lunghi fino alle spalle. Anche il vestito è ornato: una giubba con ricami dorati (forse un "saione", che continuava a mo' di tunica), aperta sulla camicia con una foggia alla moda, e un mantello scuro molto ampio. Saoini simili si trovano indosso ai soldati della Messa di Bolsena di Raffaello o a personaggi degli affreschi di Romanino nel Duomo di Cremona. In vita un doppio laccio alla cintura allude probabilmente alla presenza di pugnale. Il distintivo sul braccio destro non è ancora stato identificato: potrebbe indicare che egli apparteneva a una confraternita o un ordine di cavalleria simile a quello di una Compagnia della Calza veneziana.
Lo stile mostra l'influenza dei più importanti pittori attivi a Venezia all'alba del Cinquecento, cioè Giorgione e Dürer, con una forte componente psicologica e un'attenzione al modellato del viso, alla resa morbida deo capelli, dei baffi e della barba, in contrasto con la ricca e variegata texture dei vestiti.
Caratteristiche simili si riscontrano anche nei pochi altri ritratti conosciuti del Romanino a essere sopravvissuti, a Brescia, New Orleans, Budapest, Berlino.